# Cygnus CRS OA-8E
Cygnus CRS OA-8E (inna nazwa Orbital Sciences CRS Flight 8E) –  misja statku transportowego Cygnus, prowadzona przez prywatną firmę Orbital ATK na zlecenie amerykańskiej agencji kosmicznej NASA w ramach programu Commercial Resupply Services w celu zaopatrzenia Międzynarodowej Stacji Kosmicznej.

## Przebieg misji

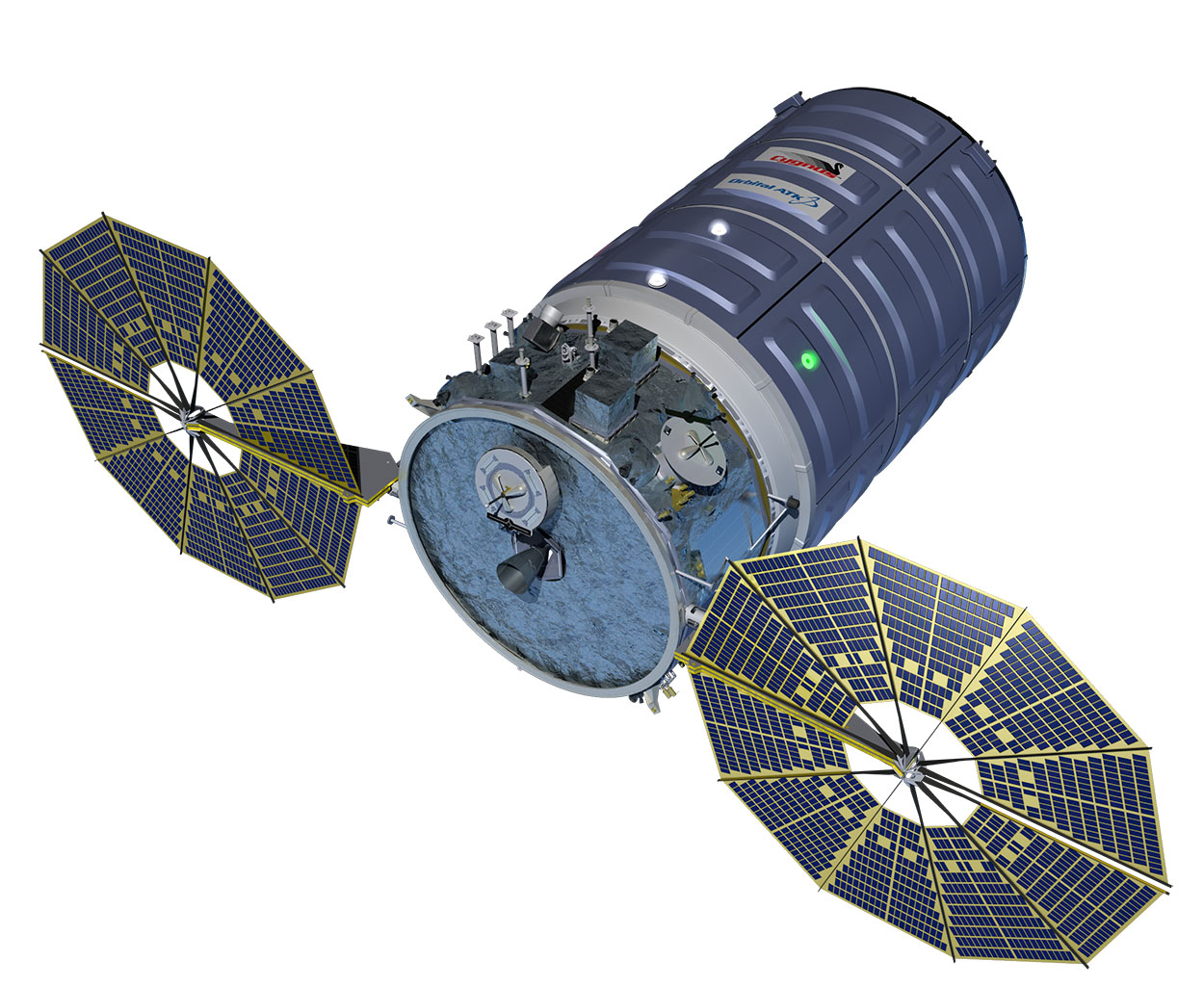
Wizualizacja powiększonej wersji statku Cygnus

Start misji Cygnusa odbył się 12 listopada 2017 roku. Do wyniesienia statku na orbitę wykorzystano rakietę Antares 230, która wystartowała z platformy startowej LP-0A kosmodromu Mid-Atlantic Regional Spaceport. W misji wykorzystana została powiększona wersja statku Cygnus, która cechuje się pojemnością 27 m³ i możliwością wyniesienia na orbitę do 3,2 t ładunku.
Po dwóch dniach od wystrzelenia statek Cygnus zbliżył się do ISS, gdzie został uchwycony przez Canadarm2 i przyciągnięty do portu cumowniczego, do którego zadokował. Po trzech tygodniach statek został odłączony od stacji, odciągnięty przez Canadarm2 i wypuszczony. Później została przeprowadzona jego kontrolowana deorbitacja, w wyniku czego statek spłonął w atmosferze.